# Со (налог)
Со (яп. 租, «зерновой», «урожайный») — один из основных налогов в древней Японии VII—X веков времён системы рицурё.

## История
Накладывался на владельца именного, рангового, жалованного или заслуженного земельного надела в пользу центральной или региональной администрации.
На 1 тан надела необходимо было оплатить 2 снопа и 2 связки (позже 1 сноп и 5 связок) риса, что составляло, как правило, 3 % урожая.
Такой налог назывался «правильным» (яп. 正税, сёдзэй) и собирался в центральные «правильные кладовые» (яп. 正倉). Его оплачивали ежегодно и он был основным источником обогащения провинций. Полученное зерно власть часто использовала для ростовщических операций, занимая его населению под большие проценты.